# Sclerolepis
Sclerolepis é um género botânico pertencente à família Asteraceae.